# Ctenopteris elastica
Ctenopteris elastica là một loài thực vật có mạch trong họ Polypodiaceae. Loài này được (Bory ex Willd.) Copel. miêu tả khoa học đầu tiên năm 1955.